# منعكس
الفعل المنعكس (بالإنجليزية: Reflex) ، والمعروف أيضا بأسم الانعكاس أو المنعكس، هي استجابة فورية لمحفز ما أو حركة لا إرادية، والانعكاس الحقيقي هو السلوك المكتسب من خلال منحنى الانعكاس (أو قوس الانعكاس).
الفعل المنعكس هو إعطاء رد فعل سريع لبعض المؤثرات الخارجية ومنها منعكس الحركة عند الأطفال 

## آلية حدوث الفعل المنعكس
وخز الأصبع بأداة حادة ينبه النهايات العصبية الحسية مما يسبب انتشار سيالة عصبية بالألياف الحسية (الطريق الحسي) حتى تصل إلى المادة الرمادية للنخاع الشوكي (المركز العصبي) ثم تنعكس هذه السيالة كما ينعكس شعاع ضوئي عن سطح عاكس لتأتي إلى الالياف الحركية في العضلة المستجيبة (الطريق الحركي) فتتقلص العضلة. ندعو هذا الحادث بالفعل المنعكس أما العصبونات التي شكلت مسار السيالة العصبية فهي القوس الانعكاسي

## مسار السيالة العصبية في الفعل المنعكس
تمر السيالة العصبية أثناء حدوث الفعل المنعكس بالعناصر التالية:
- المستقبل: المكان الذي يحدث فيه التنبيه.
- العصبونات الواردة: يتم عبرها انتقال الدفعات العصبية الحسية إلى الجهاز العصبي المركزي.
- العصبونات البينية (الواصلة): في الجهاز العصبي المركزي.
- العصبونات الصادرة عن الجهاز العصبي المركزي: الخلايا التي تغادر محاورها الجهاز العصبي المركزي باتجاه المنفذات تحمل الأوامر الحركية أو الإفرازية.
- الأعضاء المنفذة: تقوم بردود الفعل المناسبة على المنبه.

## ميزات المنعكسات
من أهم ميزات المنعكسات انها تحدث دون تدخل قشرة المخ فهي فعل لارادي
أيضا يتميز المنعكس الشوكي بالرتابة (الاستجابة ذاتها تحت تأثير المنبه ذاته)
و يعرف أيضا ان المنعكسات تكون عرضة للتعب بسبب نفاذ النواقل العصبية من الغشاء قبل المشبكي
و تتأثر بالعقاقير فتشتد عند وجود بعض السموم وتضعف تحت تأثير المواد المهدئة وقد تتوقف بشكل كلي في حالات التخدير الشديد.

### المنعكسات المرتبطة بالأعصاب القحفية
| اسم المنعكس                             | العصب الحسي | العصب الحركي  |
| منعكس بؤبؤ العين للضوء                  | II          | III           |
| منعكس المطابقة                          | II          | III           |
| منعكس نفضة الفك                         | V           | V             |
| منعكس القرنية، ويعرف بمنعكس الرمش منعكس | V           | VII           |

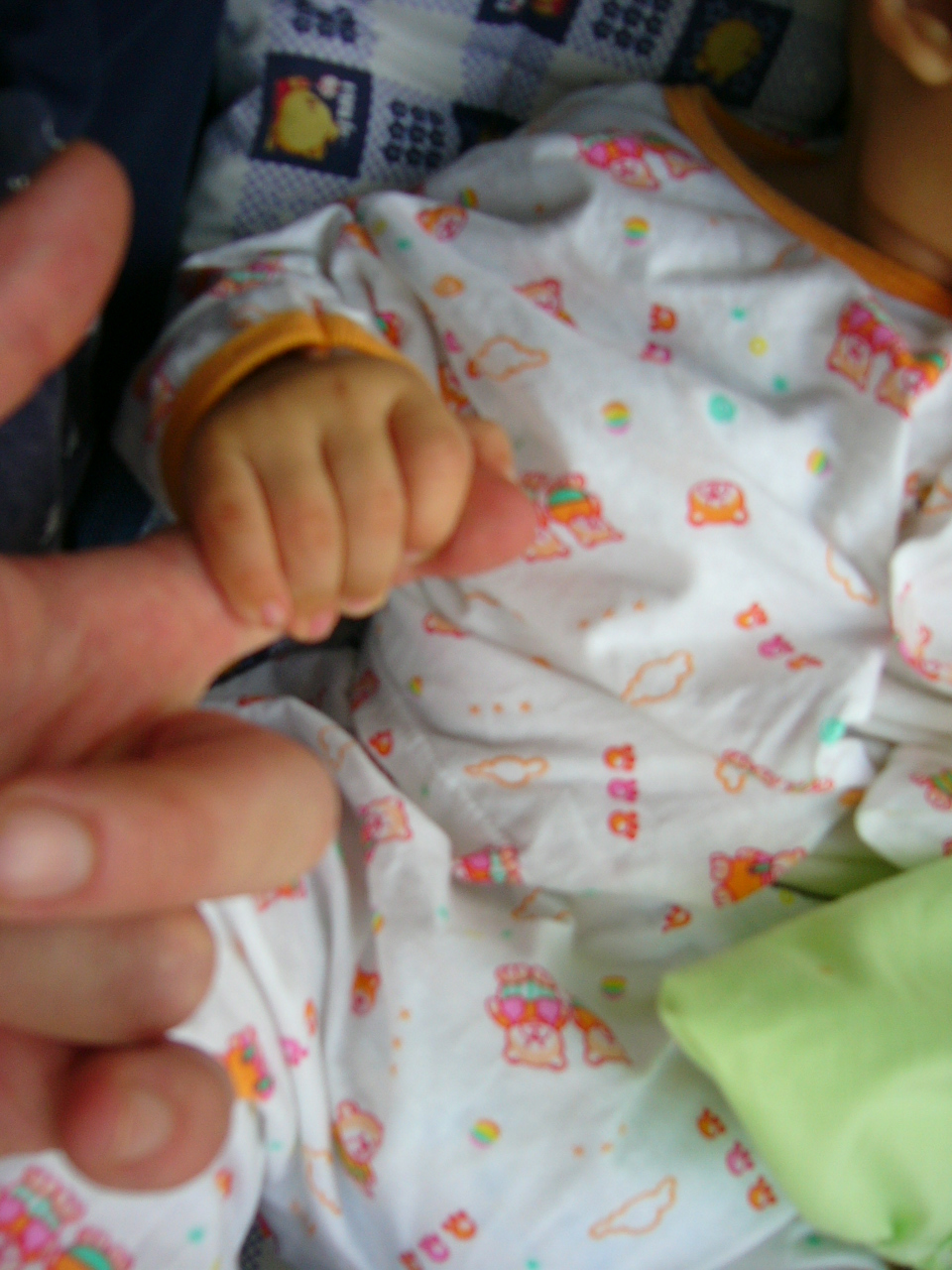
منعكس إمساك اليد عند الطفل

| منعكس دهليزي عيني                       | VIII        | III, IV, VI + |
| منعكس بلعومي                            | IX          | X             |
| منعكس عيني قلبي                         | V           | X             |

## منعكسات
- منعكس معدي قولوني
- منعكس مستقيمي شرجي[الإنجليزية] (S2-S4)
- منعكس المشمرا[الإنجليزية] (L1-L2)
- منعكس الغوص عند الثديات[الإنجليزية]
- منعكس الدفاع العضلي[الإنجليزية]
- منعكس الحكة[الإنجليزية]
- منعكس الإِجْفَال[الإنجليزية]
- منعكس الانسحاب[الإنجليزية]
- منعكس اغلاق اليد[الإنجليزية]

| درجة       | الوصف        |
| 0          | لا يوجد      |
| 1+ or +    | ضئيل         |
| 2+ or ++   | "طبيعي"      |
| 3+ or +++  | مفرط دون شدة |
| 4+ or ++++ | مفرط مع شدة  |